# Denver Broncos 1999
La stagione 1999 dei Denver Broncos è stata la 30ª della franchigia nella National Football League, la 40ª complessiva e la 6ª con Mike Shanahan come capo-allenatore. Dopo avere vinto il loro secondo Super Bowl consecutivo battendo gli Atlanta Falcons nel Super Bowl XXXIII a Miami, i Broncos videro il ritiro del loro storico quarterback John Elway. Questi aveva trascorso tutta la carriera con la franchigia e la maggior ragione di interesse prima dell'inizio della stagione fu chi avrebbe preso il suo posto. Shanahan annunciò che la scelta del terzo giro del Draft NFL 1998 Brian Griese, figlio dell'ex quarterback dei Miami Dolphins Bob Griese, avrebbe preso le redini dell'attacco, superando il veterano Bubby Brister.

## Scelte nel Draft 1999
| Scelte dei Broncos nel Draft 1999 |     |                 |    |                  |                               |
| 1                                 | 31  | Al Wilson       | LB | Tennessee        |                               |
| 2                                 | 58  | Montae Reagor   | DT | Texas Tech       | Da San Francisco              |
| 2                                 | 61  | Lennie Friedman | G  | Duke             |                               |
| 3                                 | 67  | Chris Watson    | CB | Eastern Illinois | Da Carolina                   |
| 3                                 | 93  | Travis McGriff  | WR | Florida          |                               |
| 4                                 | 127 | Olandis Gary    | RB | Georgia          |                               |
| 5                                 | 158 | David Bowens    | DE | Western Illinois | Da Dallas                     |
| 5*                                | 167 | Darwin Brown    | CB | Texas Tech       |                               |
| 6                                 | 179 | Desmond Clark   | TE | Wake Forest      | Da New Orleans via Washington |
| 6*                                | 204 | Chad Plummer    | WR | Cincinnati       |                               |

## Calendario
| Turno | Data               | Avversario              | Risultato          | Pubblico           |
| ----- | ------------------ | ----------------------- | ------------------ | ------------------ |
| 1     | 13/9/1999          | Miami Dolphins          | S 38–21            | 75,623             |
| 2     | 19/9/1999          | at Kansas City Chiefs   | S 26–10            | 78,683             |
| 3     | 26/9/1999          | at Tampa Bay Buccaneers | S 13–10            | 65,297             |
| 4     | 3/10/1999          | New York Jets           | S 21–13            | 74,181             |
| 5     | 10/10/1999         | at Oakland Raiders      | V 16–13            | 55,704             |
| 6     | 17/10/1999         | Green Bay Packers       | V 31–10            | 73,352             |
| 7     | 24/10/1999         | at New England Patriots | S 24–23            | 60,011             |
| 8     | 31/10/1999         | Minnesota Vikings       | S 23–20            | 75,021             |
| 9     | 7/11/1999          | at San Diego Chargers   | V 33–17            | 61,204             |
| 10    | 14/11/1999         | at Seattle Seahawks     | S 20–17            | 66,314             |
| 11    | 22/11/1999         | Oakland Raiders         | V 27–21            | 70,012             |
| 12    | Settimana di pausa | Settimana di pausa      | Settimana di pausa | Settimana di pausa |
| 13    | 5/12/1999          | Kansas City Chiefs      | S 16–10            | 73,855             |
| 14    | 13/12/1999         | at Jacksonville Jaguars | S 27–24            | 71,357             |
| 15    | 19/12/1999         | Seattle Seahawks        | V 36–30            | 65,987             |
| 16    | 25/12/1999         | at Detroit Lions        | V 17–7             | 73,158             |
| 17    | 2/1/2000           | San Diego Chargers      | S 12–6             | 69,278             |

## Classifiche
| (3) Seattle Seahawks | 9 | 7  | 0 | .563 | 338 | 298 | S1 |
| Kansas City Chiefs   | 9 | 7  | 0 | .563 | 390 | 322 | S2 |
| San Diego Chargers   | 8 | 8  | 0 | .500 | 269 | 316 | V2 |
| Oakland Raiders      | 8 | 8  | 0 | .500 | 390 | 329 | V1 |
| Denver Broncos       | 6 | 10 | 0 | .375 | 314 | 318 | S1 |